# لورانس جاكوبسن
لورانس جاكوبسن (بالإنجليزية: Lawrence Jacobsen)‏ هو سياسي أمريكي، ولد في 1 يوليو 1921 في غاردنرفيل في الولايات المتحدة، وتوفي في 26 يوليو 2006 في ميندين في الولايات المتحدة. حزبياً، نشط في الحزب الجمهوري.